# Castrum

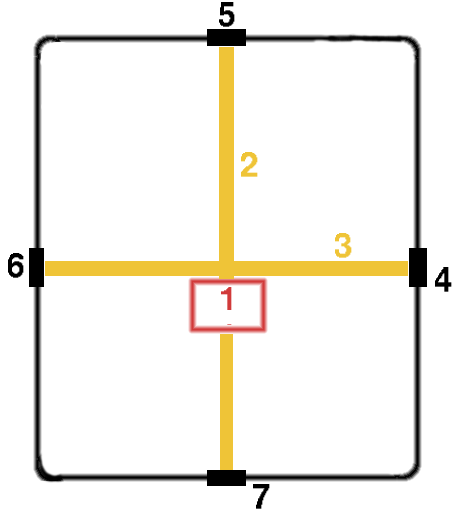
Plano ideal básico de un castrum romano. (1) Principia; (2) Via Praetoria; (3) Via Principalis; (4) Porta Principalis Dextra; (5) Porta Praetoria (puerta principal); (6) Porta Principalis Sinistra; (7) Porta Decumana (puerta trasera).

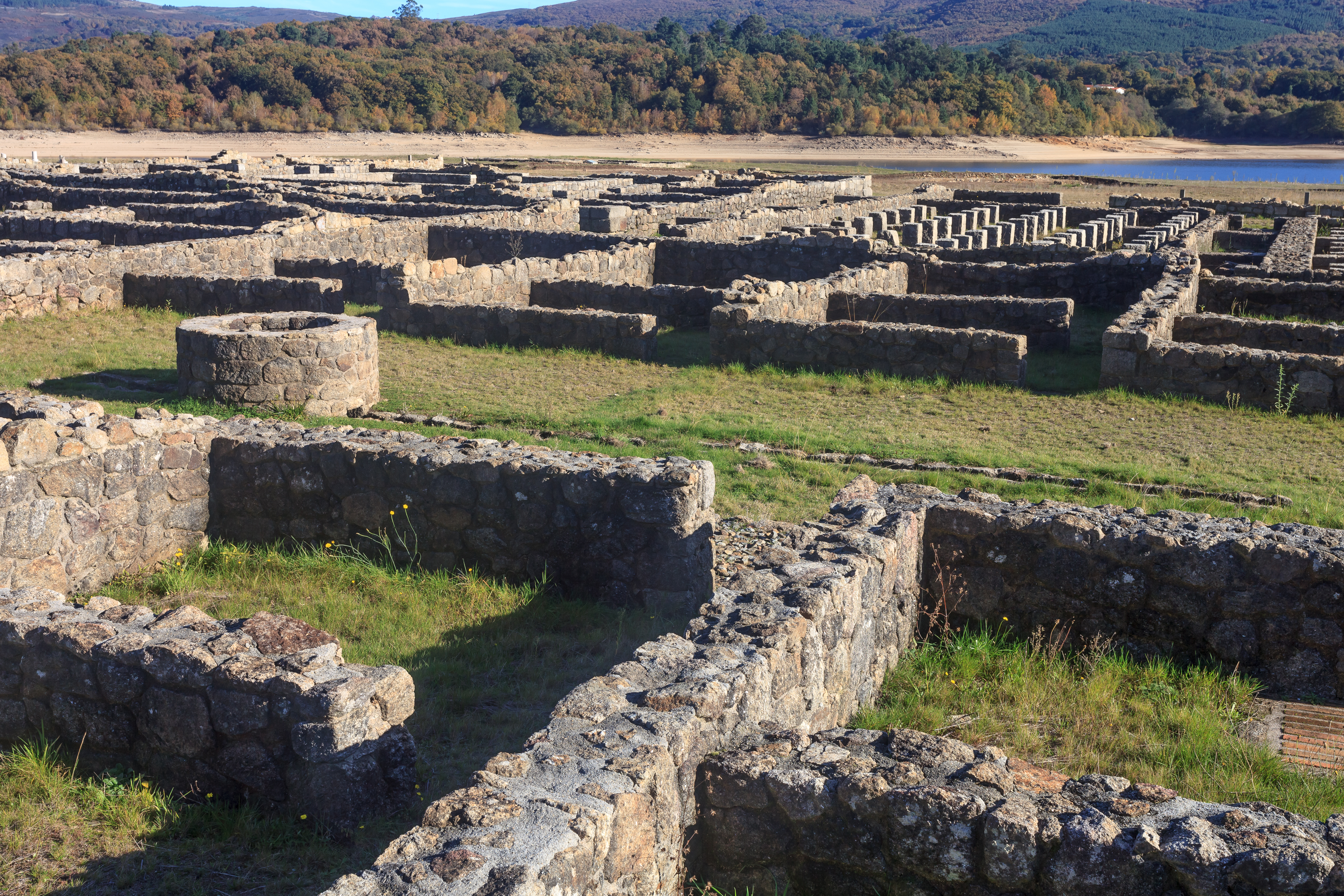
Ruinas del campamento Aquis Querquennis, en Baños de Bande, Galicia.

Castrum (en plural castra, fortaleza) era una fortificación o campamento militar del Imperio romano. Sus campamentos siempre fueron edificados conforme a un modelo de planta rectangular con dos vías principales que se cruzaban. 

## Descripción
En el centro del castrum, en la intersección de las dos vías, se situaba el principia o cuartel general, que solía componerse de una serie de edificios alrededor de un patio parecido al foro de una ciudad, donde dependiendo de su tamaño, se podía incluir hasta una basílica y un sacellum. Al lado, se encontraba el praetorium o residencia del jefe del castrum conteniendo otros edificios separados para los oficiales, graneros, hospital y los barracones para los soldados.
Estaba diseñado al estilo de las ciudades romanas: el "Cardo Maximus", que se extendía de norte a sur, y el "Decumanus Maximus" del este al oeste, lo que dividía el interior, idealmente, en cuatro partes iguales. Las avenidas acababan en cuatro puertas. El foro se ubicaba en la intersección del Cardo Maximus y el Decumanus Maximus. El resto de las calles y construcciones se hallaban paralelas a las principales, las cuales formaban un patrón de cuadrícula.
Los romanos también denominaban "castrum" a los poblados o fortificaciones de otras culturas como los celtas, rodeadas de una muralla circular en la cima de una colina. Este sentido es el que pervive hoy en día en la palabra castro. El sentido militar del término se conserva aún en la palabra "castrense".
El castrum o campamento militar romano fue el origen de numerosas poblaciones en Europa, algunas de las cuales conservan hasta el día de hoy rasgos de sus modelos originales (por ejemplo, Castres en Francia, Barcelona en España).
El castrum fue la base del modelo empleado por los colonos españoles en América, el "tablero" de 8 manzanas de 100m por lado con una Plaza de Armas en el centro cerca de un río y de una colina defendible, siguiendo estrictas normas impuestas por la monarquía española para la fundación de nuevas ciudades en el Nuevo Mundo.
Muchos pueblos de Inglaterra aún mantienen derivados de la palabra castra en sus nombres, como Lancaster, Chester, Leicester y Mánchester, por ejemplo.